# Gransumplöpare
Gransumplöpare (Platynus mannerheimii) är en skalbaggsart som först beskrevs av Pierre François Marie Auguste Dejean 1828.  Gransumplöpare ingår i släktet Platynus, och familjen jordlöpare. Enligt den svenska rödlistan är arten nära hotad i Sverige. Arten förekommer i Svealand, Nedre Norrland och Övre Norrland. Artens livsmiljö är våtmarker, skogslandskap.